# Plotia
Plotia o Plotea (in greco antico: Πλώθεια?, Plṓtheia; l'etnico era Πλωθεεύς, traslitterato Plōtheeús, o Πλωθειεύς, traslitterato Plōtheieús, dopo il IV secolo a.C. Πλωθεύς, traslitterato Plōtheús) era un demo dell'Attica situato nella zona identificata come Epacria, probabilmente non lontano da Ale Arafenide. 
Si troverebbe quindi, secondo iscrizioni antiche, a sudovest rispetto al moderno centro di Stamata e quindi alle pendici nordorientali del Monte Pentelico. L'amministrazione locale era responsabile delle finanze, e vi avevano sede un demarco e vari amministratori del tesoro dei templi siti in zona, dedicati ad Apollo, ad Afrodite e ai Dioscuri.
Vi si eleggevano in un primo momento un solo buleuta e in un secondo due. 